# Scienza centrale

Ordinamento parziale delle scienze proposto da Balaban e Klein.

La chimica è a volte definita come scienza centrale a causa del suo ruolo di connessione tra le scienze naturali, delle quali fa parte, con le scienze della vita e le scienze applicate come medicina e ingegneria.
Il termine è diventato popolare per il libro di Theodore L. Brown e H. Eugene LeMay Chemistry: The Central Science, pubblicato nel 1977.
Il ruolo centrale della chimica può essere visto nella classificazione sistematica e gerarchica delle scienze di Auguste Comte (matematica → astronomia → fisica → chimica → biologia → fisiologia e medicina → scienze sociali).  Balaban and Klein hanno proposto più recentemente un diagramma che mostra un ordinamento parziale delle scienze, nel quale la chimica è la scienza centrale.